# NGC 904
NGC 904 (również PGC 9112 lub UGC 1852) – galaktyka eliptyczna (E), znajdująca się w gwiazdozbiorze Barana. Odkrył ją Édouard Jean-Marie Stephan 13 grudnia 1884 roku.